# Nastus
Nastus là một chi thực vật có hoa trong họ Hòa thảo (Poaceae).

## Loài
Chi Nastus gồm các loài:
1. Nastus ambrensis A.Camus - Madagascar
2. Nastus aristatus A.Camus - Madagascar
3. Nastus borbonicus J.F.Gmel. - Réunion
4. Nastus decaryanus A.Camus  - Madagascar
5. Nastus elatoides Widjaja  - New Guinea
6. Nastus elatus Holttum - Papua New Guinea
7. Nastus elegantissimus (Hassk.) Holttum - Thái Lan, Việt Nam, Java, Sumatra
8. Nastus elongatus A.Camus - Madagascar
9. Nastus emirnensis (Baker) A.Camus - Madagascar
10. Nastus glaucus Widjaja - New Guinea
11. Nastus holttumianus Bor  - western New Guinea
12. Nastus hooglandii Holttum - Papua New Guinea
13. Nastus humbertianus A.Camus  - Madagascar
14. Nastus lokohoensis A.Camus - Madagascar
15. Nastus longispicula Holttum - Papua New Guinea
16. Nastus madagascariensis A.Camus - Madagascar
17. Nastus manongarivensis A.Camus - Madagascar
18. Nastus obtusus Holttum - New Guinea
19. Nastus perrieri A.Camus - Madagascar
20. Nastus productus (Pilg.) Holttum - New Guinea
21. Nastus reholttumianus Soenarko - Sumba Island in Indonesia
22. Nastus rudimentifer Holttum - New Guinea
23. Nastus schlechteri (Pilg.) Holttum - New Guinea
24. Nastus schmutzii S.Dransf. - Flores Island in Indonesia
25. Nastus tsaratananensis A.Camus - Madagascar

formerly included
see Arundinaria, Bambusa, Cathariostachys, Cenchrus, Chusquea, Dendrocalamus, Dinochloa, Gigantochloa, Guadua, Melocanna, and  Thamnocalamus
- N. arundinaceus - Bambusa bambos
- N. baccifera - Melocanna baccifera
- N. barbatus - Guadua tagoara
- N. brunneus - Chusquea baculifera
- N. capitatus - Cathariostachys capitata
- N. carolinianus - Cenchrus spinifex
- N. chusque - Chusquea scandens
- N. guadua - Guadua angustifolia
- N. latifolius - Guadua latifolia
- N. macrospermus - Arundinaria gigantea
- N. prolifer - Chusquea quila
- N. quila - Chusquea quila
- N. strictus - Dendrocalamus strictus
- N. tessellatus - Thamnocalamus tessellatus
  - N. thouarsii - Bambusa vulgaris
- N. tjankorreh - Dinochloa scandens
- N. verticillatus - Gigantochloa verticillata
- N. viviparus - Bambusa vulgaris